# نيماتودا خنجرية
النيماتودا الخنجرية التابعة إلى Longidoridae تعتبر من المسببات المرضية المهمة على النبات. هذة النيماتودا تصيب طيف واسع من النباتات بدءاً من الشليك إلى محاصيل الأعلاف إلى أشجار الغابات خصوصاً في الولايات المتحدة لكنها ضعيفة الأهمية في أوروبا ومنطقة المتوسط. النوع Xiphinema pachtaicum مسجلة في قبرص وإيران. في مصر تعتبر النيماتودا الخجرية من العوامل المحددة لإنتاج الذرة حيث توجد أنواع Xiphinema elongatum و Xiphinema diversicaudatum و Xiphinema arenarium و Xiphinema americanum و Xiphinema index و Xiphinema incognitum و Xiphinema imitator و Xiphinema hygrophilum و Xiphinema ensiculiferum و Xiphinema semillimum و Xiphinema santos و Xiphinema lamberti و Xiphinema ismailiensis. في السودان وجدت نيماتودا الخنجرية Xiphinema semillimum و Xiphinema basri منتشرة في منطقة الجزيرة. في تونس وجدت النيماتودا الخنجرية Xiphinema pachtaicum وفي ليبيا Xiphinema italiae على الحمضيات والزيتون واللوزيات. في سوريا وجدت النيماتودا الخنجرية نوع Xiphinema index على التين و Xiphinema italiae و Xiphinema pachtaicum على عدة نباتات اقتصادية ووجدت النيماتودا الخنجرية في لبنان أيضاً. في محافظة ظفار في سلطنة عمان تم تسجيل Xiphinema guirani. في المملكة العربية السعودية وجدت Xiphinema americanum على اللوز وبعض المحاصيل الحقلية و Xiphinema index على التين والنخيل والرمان. في الأردن وجدت عدة أنواع من النيماتودا الخنجرية هي Xiphinema index و Xiphinema ingens و Xiphinema pachtaicum و Xiphinema semillimum و Xiphinema neovuittenezi على عدة محاصيل خضر وحقلية ونباتات زينة. في العراق وجدت النيماتودا الخنجرية Xiphinema index على العنب.
إن أهمية هذة النيماتودا تتعاضم كونها ناقل حيوي لفيروسات مجموعة Nepovirus على عدد من المحاصيل المهمة حيث تنقل فايروس التبقع الحلقي على الطماطم والتبغ والفايروس المجلجل على التبغ وفايروس بثور أوراق الكرز بواسطة الأنواع Xiphinema americanum sensu stricto و Xiphinema bricolense و Xiphinema colifornicum و Xiphinema rivesi وفايروس موزائيك التورد على الخوخ بواسطة Xiphinema americanum sensu strict وتنقل هذة النيماتودا فايروس الورقة المرويحة على العنب.

## الوصف
النيماتودا صغيرة لا يتعدي طولها 2.2 ملم, ناعمة دودية شبه شفافة. الرمح أبري يقع في النهاية الفمية حيث يبرز عند مهاجمة النبات. تتميز أنواع معقد النوع Xiphinema americanum عن بقية أنواع Xiphinema spp. بالصفات التالية: قصر طول الجسم (عادة أقل من 150 مك), الرمح من نوع (Odontophore + Odontostyle)، الكيوتكل المبطن للبلعوم سميك، غياب الذكور، الفروع الجنسية الأنثوية تنشأ بالتساوي، الرحم قصير بدون العضو Z، وجود البكتيريا المتعايشة في البيوض وأمعاء الديدان الحديثة، الذيل المخروطي القصير المدور النهاية، الذكور ذات زائدة قرب الحلم المزدوجة.

## الأعراض
في حالة غياب الفايروس من النيماتودا، لا تظهر أعراض مميزة على الأجزاء الهوائية من النباتات المصابة. لكن الكثافات العالية من النيماتودا، يحصل اختزال في قوة النمو تظهر في بقع منعزلة في الحقل تشير إلى المناطق الشديدة الإصابة. في الإصابات الشديدة، تظهر الجذور انتفاخات قرب أطرافها. أما عندما تكون النيماتودا حاملة للفايروس فتظهر على النباتات المصابة الأعراض المميزة للإصابة الفايروسية.

## قائمة الأنواع
ملاحظة هذة القائمة غير مكتملة على الأرجح.
- Xiphinema abrantinum Roca & Pereira, 1991.
- Xiphinema aceri Chizhov & al., 1986.
- Xiphinema aequum Roca & Lamberti, 1988.
- Xiphinema americanum Cobb, 1913.
- Xiphinema artemisiae Chizhov & al., 1986.
- Xiphinema bakeri
- Xiphinema barense Lamberti & al., 1986.
- Xiphinema basilgoodeyi Coomans, 1965.
- Xiphinema belmontense Roca & Pereira, 1992.
- Xiphinema brevicolle Lordello & Da Costa, 1961.
- Xiphinema brevisicum Lamberti & al., 1994.
- Xiphinema cadavalense Bravo & Roca, 1995.
- Xiphinema coronatum Roca, 1991.
- Xiphinema coxi Tarjan, 1964.
  - Xiphinema coxi coxi Tarjan, 1964.
  - Xiphinema coxi europaeum Sturhan, 1985.
- Xiphinema dentatum Sturhan, 1978.
- Xiphinema diffusum Lamberti & Bleve-Zacheo, 1979.
- Xiphinema dissimile Roca & al., 1988.
- Xiphinema diversicaudatum (Micoletzky, 1927) — nématode migrant des racines.
- Xiphinema diversum Roca & al., 1989.
- Xiphinema duriense Lamberti & al., 1993.
- Xiphinema elongatum Schuurmans Stekhoven & Teunissen, 1938.
- Xiphinema exile Roca & al., 1989.
- Xiphinema fortuitum Roca & al., 1988.
- Xiphinema gersoni Roca & Bravo, 1993.
- Xiphinema globosum Sturhan, 1978.
- Xiphinema hispidum Roca & Bravo, 1994.
- Xiphinema histriae Lamberti & al., 1993.
- Xiphinema horvatovicae Barsi & Lamberti, 1999.
- Xiphinema illyricum Barsi & Lamberti, 1999.
- Xiphinema incertum Lamberti & al., 1983.
- Xiphinema incognitum Lamberti & Bleve-Zacheo, 1979.
- Xiphinema index Thorne & Allen, 1950.
- Xiphinema ingens Luc & Dalmasso, 1964.
- Xiphinema insigne
- Xiphinema intermedium Lamberti & Bleve-Zacheo, 1979.
- Xiphinema italiae Meyl, 1953.
- Xiphinema lafoense Roca & al., 1988.
- Xiphinema lanceolatum Roca & Bravo, 1993.
- Xiphinema lapidosum Roca & Bravo, 1993.
- Xiphinema longistilum Lamberti & al., 1994.
- Xiphinema lupini Roca & Pereira, 1993.
- Xiphinema lusitanicum Sturhan, 1983.
- Xiphinema macedonicum Barsi & Lamberti, 1999.
- Xiphinema macroacanthum Lamberti & al., 1989.
- Xiphinema madeirense Brown & al., 1992.
- Xiphinema melitense Lamberti & al., 1982.
- Xiphinema mesostilum Lamberti & al., 1994.
- Xiphinema microstilum Lamberti & al., 1994.
- Xiphinema neovuittenezi Dalmasso, 1969.
- Xiphinema opisthohysterum Siddiqi, 1961.
- Xiphinema pachtaicum (Tulaganov, 1938).
- Xiphinema pachydermum Sturhan, 1983.
- Xiphinema pombalense Bravo & Lamberti, 1996.
- Xiphinema porosum Roca & Agostinelli, 1986.
- Xiphinema pseudocoxi Sturhan, 1985.
- Xiphinema pyrenaicum Dalmasso, 1969.
- Xiphinema radicicola Goodey, 1936.
- Xiphinema riparium Chizhov & al., 1991.
- Xiphinema rivesi Dalmasso, 1969.
- Xiphinema rotundatum Schuurmans Stekhoven & Teunissen, 1938.
- Xiphinema sahelense Dalmasso, 1969.
- Xiphinema santos Lamberti & al., 1993.
- Xiphinema silvesi Roca & Bravo, 1998.
- Xiphinema simile Lamberti & al., 1983.
- Xiphinema taylori Lamberti & al., 1992.
- Xiphinema turcicum Luc & Dalmasso, 1964.
- Xiphinema variurum Barsi & Lamberti, 1998.
- Xiphinema vuittenezi Luc & al., 1964.
- Xiphinema colifornicum
- Xiphinema bricolense
- Xiphinema semillimum
- Xiphinema basri
- Xiphinema lamberti
- Xiphinema ismailiensis
- Xiphinema imitator
- Xiphinema hygrophilum
- Xiphinema ensiculiferum
- Xiphinema arenarium